# Habsburg–Lotaringiai Erzsébet Mária főhercegnő
Habsburg–Lotaringiai Erzsébet Mária Henrietta Stefánia Gizella főhercegnő (Elisabeth Marie Henriette Stephanie Gisela Erzherzogin von Österreich), becenevén „Erzsi” (Laxenburg, 1883. szeptember 2. – Bécs, 1963. március 16.) osztrák főhercegnő, Rudolf osztrák-magyar koronaherceg, trónörökös és Stefánia belga királyi hercegnő leánya, Ferenc József császár, Erzsébet királyné valamint II. Lipót belga király és Mária Henrietta belga királyné unokája, az 1918-as I. Osztrák Köztársaság szociáldemokrata érzelmű „vörös főhercegnője”. Férjezett nevei: első házasságában Elisabeth Marie Fürstin zu Windisch-Graetz, második férje után Elisabeth Marie Petznek.

## Élete

### Ifjúkora
Erzsébet Mária főhercegnő édesapja Rudolf koronaherceg, az Osztrák–Magyar Monarchia trónörököse (1858–1889), édesanyja Stefánia belga királyi hercegnő (1864–1945) volt. Erzsébet az alsó-ausztriai Laxenburg kastélyban született, a trónörökös-házaspár első és egyetlen gyermekeként. I. Ferenc József császár és király kedvenc unokáját a családban „Erzsi”-nek becézték. Testvérei nem születhettek, mert apja, Rudolf, aki különféle prostituáltakkal tartott fenn kapcsolatokat, meddőséget okozó nemi betegséggel fertőzte meg Erzsi anyját.
Erzsébet főhercegnő ötéves volt, amikor apja, Rudolf trónörökös 1889. január 30-án  szeretőjével, Vetsera Mária bárónővel együtt, máig vitatott körülmények között, az alsó-ausztriai Mayerlingben életét vesztette. Valószínűleg megölte szeretőjét, majd önmagával is végzett. Erzsébetet nagyapja, Ferenc József császár vette gondjaiba.

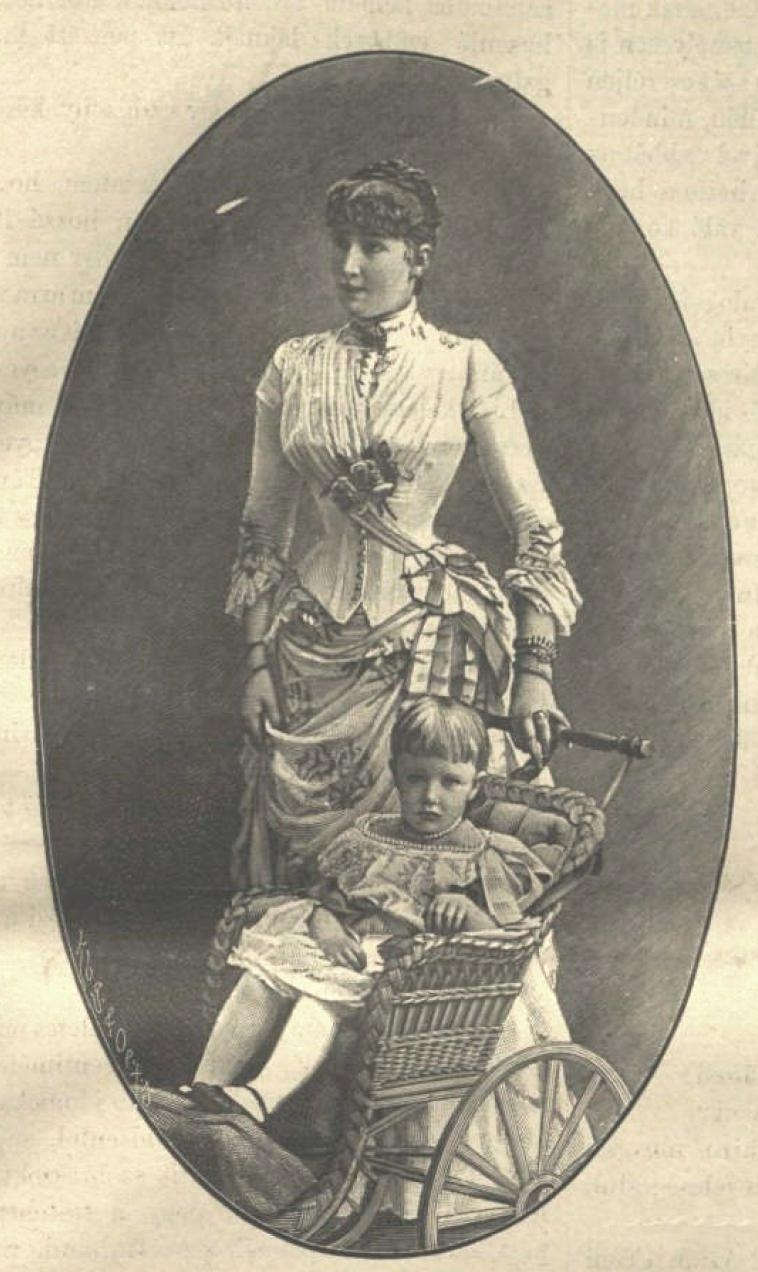
A gyermek főhercegnő édesanyjával
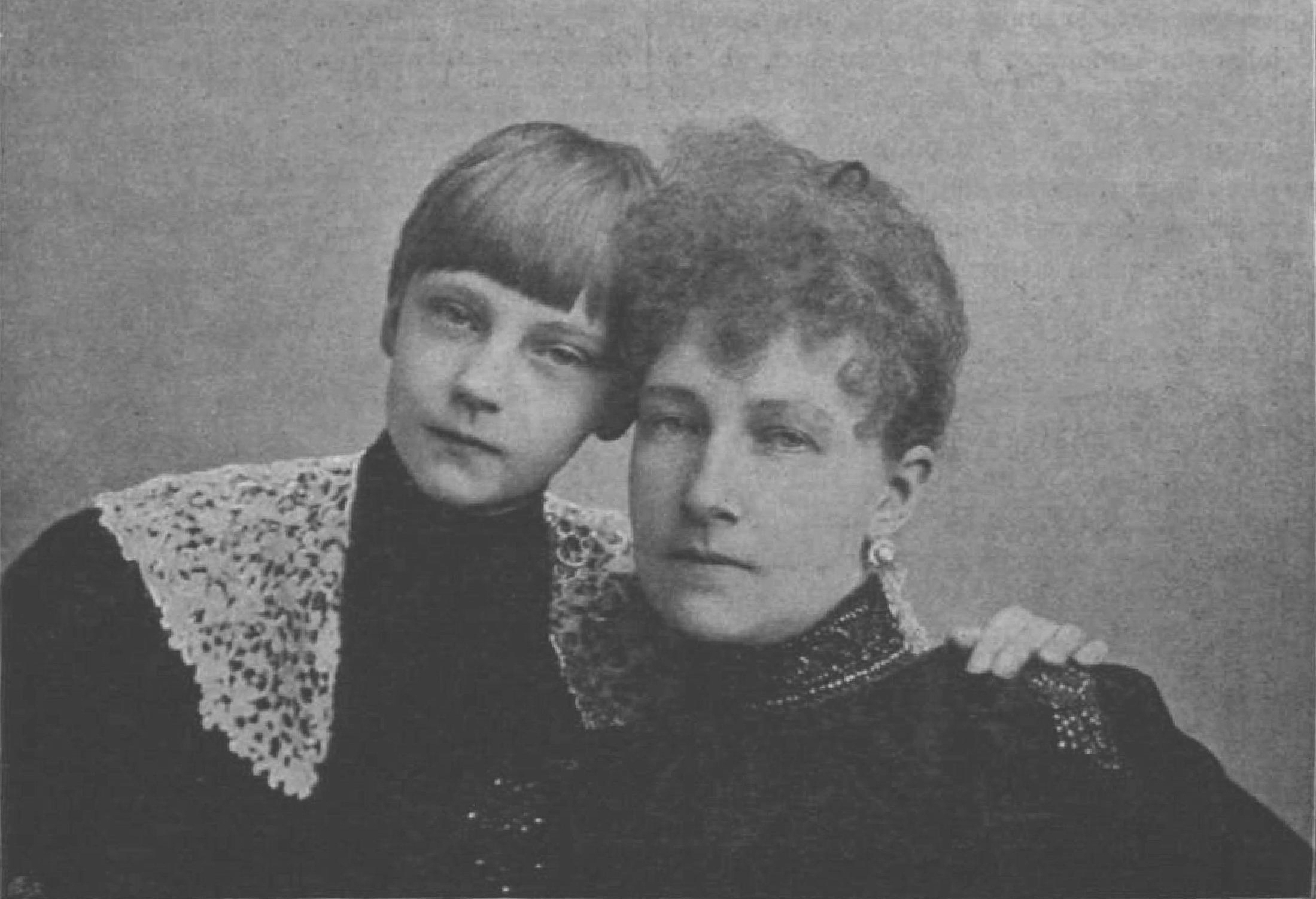
Édesanyjával, 1894-ben
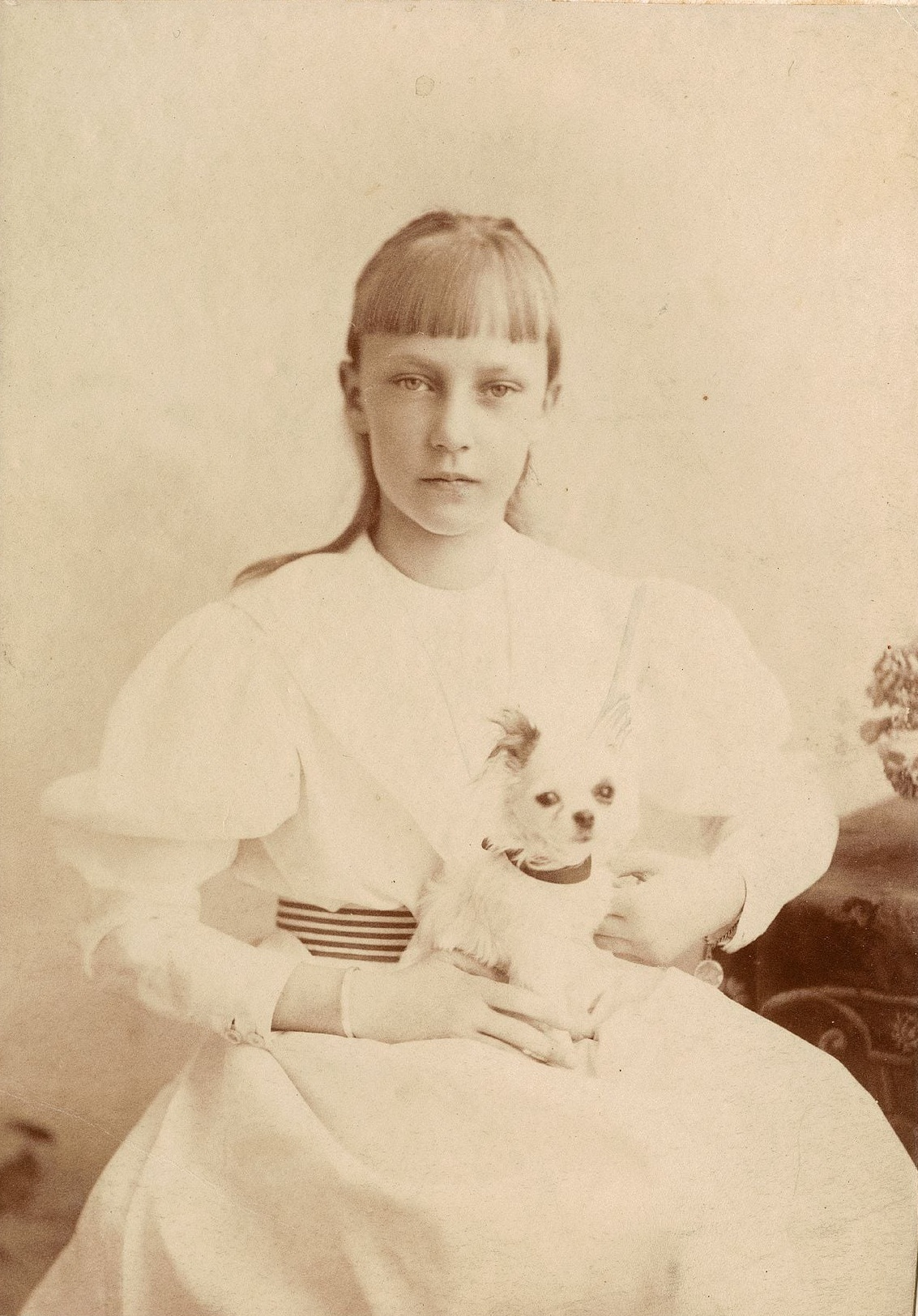
„Erzsi” főhercegnő (1880-as évek vége)
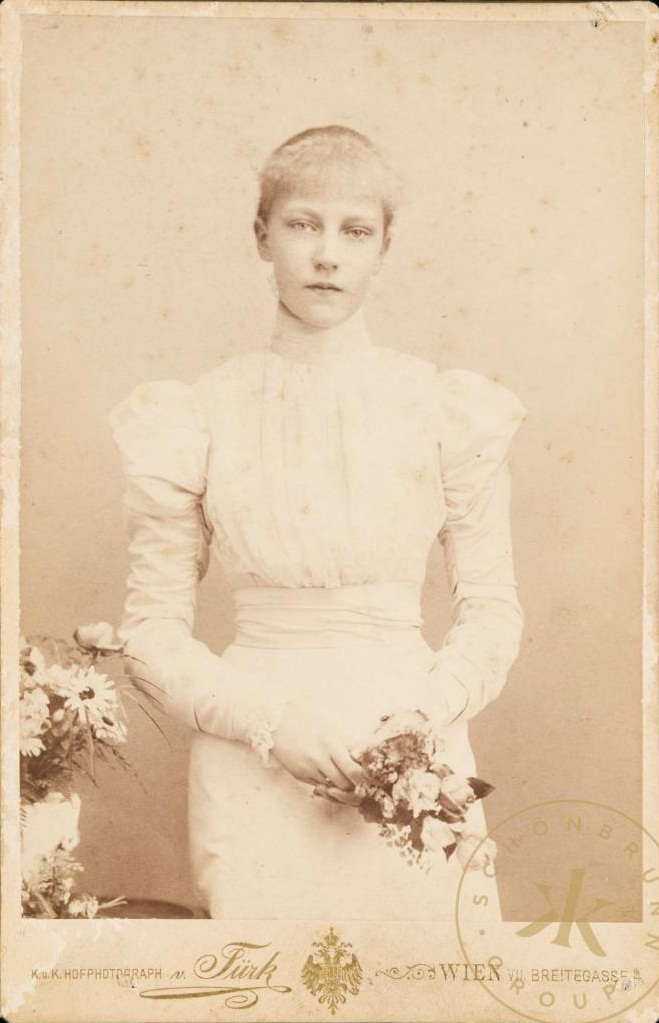
Az ifjú Erzsébet Mária főhercegnő (1900 körül)

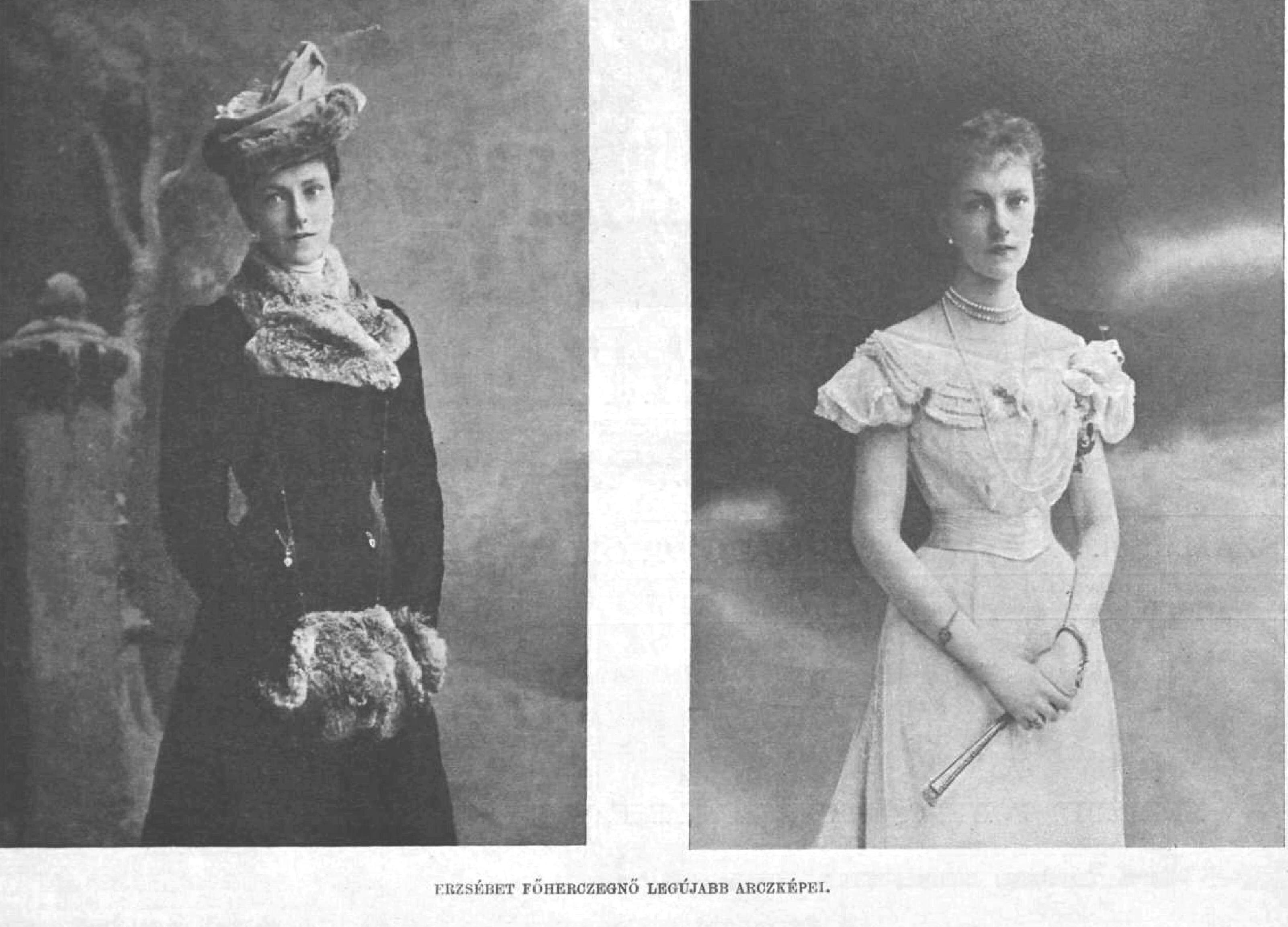
Erzsébet Mária főhercegnő

Édesanyját, az özvegy trónörökösnét az eddigieknél is ellenségesebb légkör vette körül. Szembe kellett néznie az uralkodócsalád tagjainak megvetésével, különösen anyósának, Erzsébet királynénak vádaskodásaival. Stefánia 1900. március 22-én feleségül ment Nagylónyai és Vásárosnaményi Lónyay Elemér magyar grófhoz (1863–1946). E második, rangon alul kötött házasság miatt le kellett mondania osztrák főhercegnéi rangjáról, gyakorlatilag elhagyta a Habsburg–Lotaringiai-házat. A házaspár Magyarországra költözött, az oroszvári Lónyai-birtokra. Erzsébet Mária főhercegnő kapcsolata édesanyjával gyakorlatilag megszakadt. A gyermeket a császár utasítására visszatartották Bécsben. Viszonya anyjával súlyosan megromlott. Az uralkodó család légkörében nevelt „Erzsi” is édesanyját kezdte hibáztatni a „mayerlingi tragédiáért”.
Erzsébet súlyosan megsínylette az anya és apa nélküli nevelkedést. A császári nagyszülők dédelgetett unokájaként elkényeztetett és szeszélyes teremtéssé vált. Akaratos természete, amelyet nagyanyjától (Erzsébet királynétól) és apjától (Rudolf trónörököstől) örökölt, hamarosan nyíltan megmutatkozott. Nagyanyja, Erzsébet királyné titkos magánvagyonának nagy részét Erzsébetre hagyományozta.

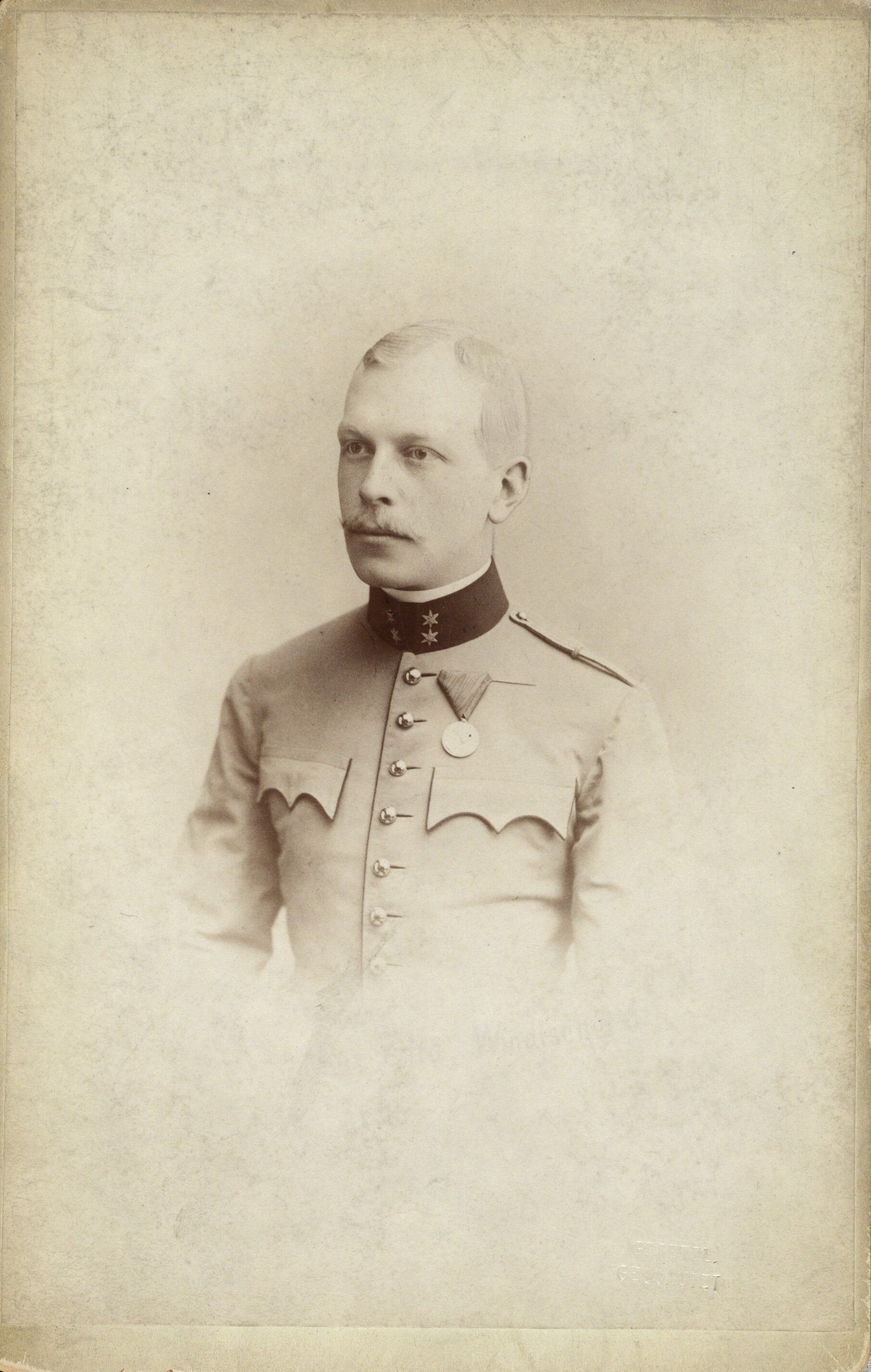
Első férje, Otto Weriand zu Windisch-Graetz herceg

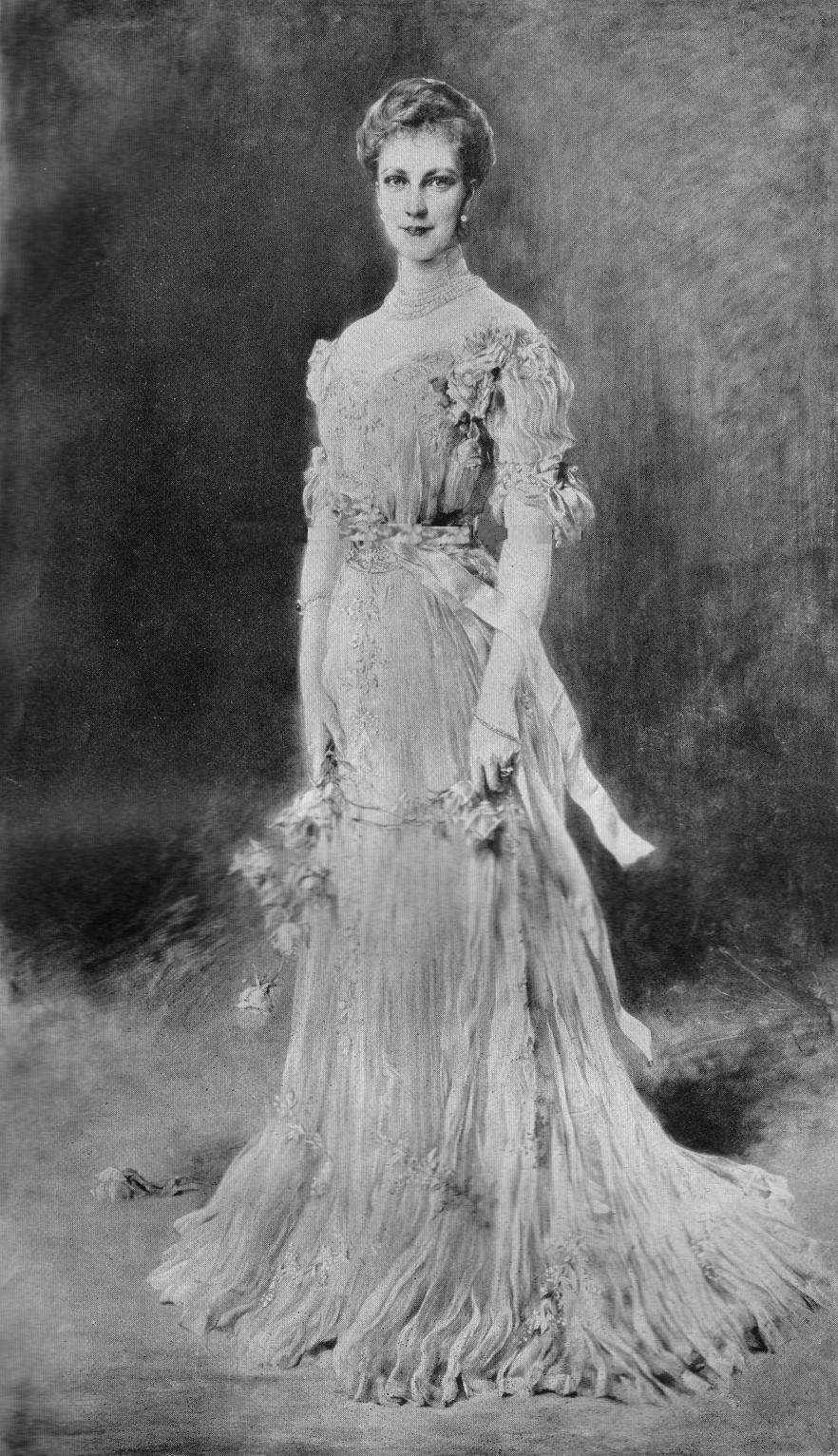
Koppay József Árpád festményén

### Első házassága
Egyes források szerint Belgium trónörököse, Albert királyi herceg szívesen feleségül vette volna Erzsébet Mária főhercegnőt. Amikor azonban ehhez nagybátyjának, II. Lipót királynak, Erzsébet anyai nagyapjának engedélyét kérte, Lipót megtiltotta ezt a házasságot, annyira haragudott leányára, Stefániára, Erzsébet édesanyjára, a Lónyay Elemér gróffal 1900-ban kötött rangon aluli házasságkötése miatt.
Erzsébet – öngyilkossággal fenyegetőzve – kierőszakolta nagyapjától, Ferenc József császártól a házassági engedélyt, és 1902. január 23-án férjhez ment a nála alacsonyabb rangú Otto zu Windisch-Graetz (Windisch-Grätz) herceghez (1873–1952), aki nem is őt szerette. Bár a menyasszonyt a császári nagyapa gazdag hozománnyal lepte meg, a rangon alul kötött („nicht standesgemäß”) házasság révén Erzsébet kivált a Habsburg–Lotaringiai-házból, és csak a Windisch-Graetz Erzsébet Mária hercegné (Elisabeth Marie Fürstin zu Windisch-Graetz) címet viselhette. A házasságból négy gyermek született, nevükben a nemesi származásra utaló „zu” szócska használatát 1919 óta Ausztria törvénye tiltja:
- Franz Joseph (zu) Windisch-Graetz, azaz Windischgrätz Ferenc József (1904–1981)
- Ernst Weriand (zu) Windisch-Graetz, azaz Windischgrätz Ernő Weriand (1905–1952)[9]
- Rudolf Johannes (zu) Windisch-Graetz, azaz Windischgrätz Rudolf János (1907–1939)
- Stephanie Eleonore (zu) Windisch-Graetz, vagyis Windischgrätz Stefánia Eleonóra (1909–2005)

Erzsébet Mária hercegné teljesen eltávolodott édesanyjától, akit felelőssé tett apja, Rudolf halála miatt. A bálványozott apát és szeretőjét, Vetsera Máriát együttes haláluk minden évfordulóján meggyászolta. Férje, Otto zu Windisch-Graetz elhidegült tőle, és megcsalta egy énekesnővel. Erzsébet rálőtt vetélytársnőjére, súlyosan megsebesítette, de az ügyet sikeresen eltussolták.
Az első világháború végén, 1918-ban Ausztriában is kitört a forradalom, megszűnt az Osztrák–Magyar Monarchia, detronizálták a Habsburg–Lotaringiai-házat és kikiáltották az I. Köztársaságot. 1919-ben a köztársasági kormány eltörölte a nemesi címek használatát. Erzsébet polgári neve Elisabeth Marie Windisch-Graetz lett. Megromlott házasságát egy 1919-től 1924-ig tartó botrányos válóper zárta le, gyermekszöktetésekkel, rendőrségi ügyekkel. Végül 1924-ben elvált férjétől. Egyes források szerint ekkor még csak külön költöztek, a válást hivatalosan csak 1948 tavaszán mondták ki. Erzsébet ekkoriban kezdett szociáldemokráciával foglalkozni.

### Második házassága
Erzsébet 1921-ben megismerkedett Leopold Petznek tanárral (1881–1956), szociáldemokrata politikussal, aki képviselő volt az osztrák parlament alsóházában. Viszonyt kezdett a férfival, élettársa lett, és meggyőződéses szocialistává vált. 1925 októberében, még érvényes házasságának felbontása előtt, gyermekeit hátrahagyva Erzsébet beköltözött a bécs-hütteldorfi Windisch-Graetz-Villába (Wien 14., Linzer Straße 452), belépett az Osztrák Szociáldemokrata Munkáspártba (SDAPÖ). Petznekkel való viszonya és pártbeli szereplései miatt a „vörös főhercegnő” melléknevet ragasztották rá, hasonlóan a magyar „vörös grófnőhöz”, Andrássy Katinkához, Gróf Károlyi Mihály feleségéhez, aki arisztokrata származása ellenére ugyancsak a szociáldemokráciát támogatta. Mindemellett Erzsébet gyakran látogatott spiritiszta szeánszokat, ezeket naplójában is megörökítette. Anyja, Stefánia hercegné kitagadta őt anyai örökségéből.
1930-tól Erzsébet élettársa, Leopold Petznek is beköltözött a hütteldorfi Windisch-Graetz-villába. Ausztria 1938-as német megszállása, az Anschluss után Petzneket letartóztatták, és egy időre be is börtönözték. A szövetségesek bevonulásakor a hütteldorfi villát Émile Béthouart tábornok, Ausztria francia megszállási övezetének katonai főparancsnoka lefoglalta, és 1945 szeptemberétől 1955 februárjáig maga használta.
Erzsébet édesanyja, Stefánia, Lónyay herceg felesége, az előrenyomuló Vörös Hadsereg elől a Pannonhalmi Bencés Főapátságba menekült, itt hunyt el 1945-ben. Erzsébet és Leopold Petznek csak 1948. május 4-én házasodtak össze, miután az asszony végre hivatalosan is elvált első férjétől. Petznek ebben az időben már az osztrák Állami Számvevőszék (Rechnungshof) elnöke volt. Felesége ettől kezdve a polgári Elisabeth Marie Petznek nevet viselte.

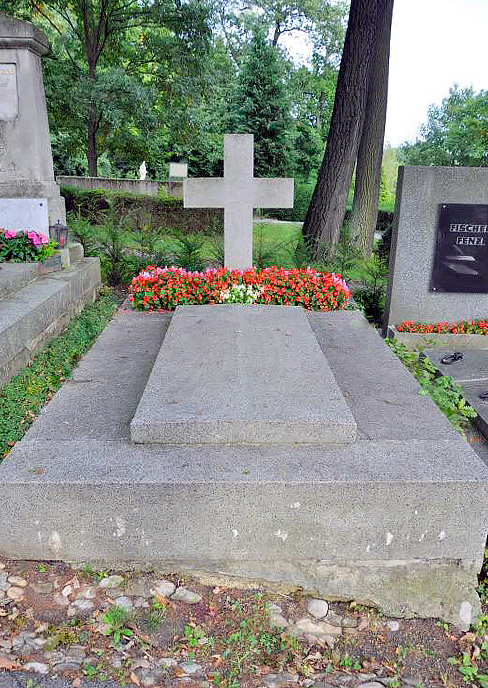
Sírkeresztje a bécs-hütteldorfi temetőben

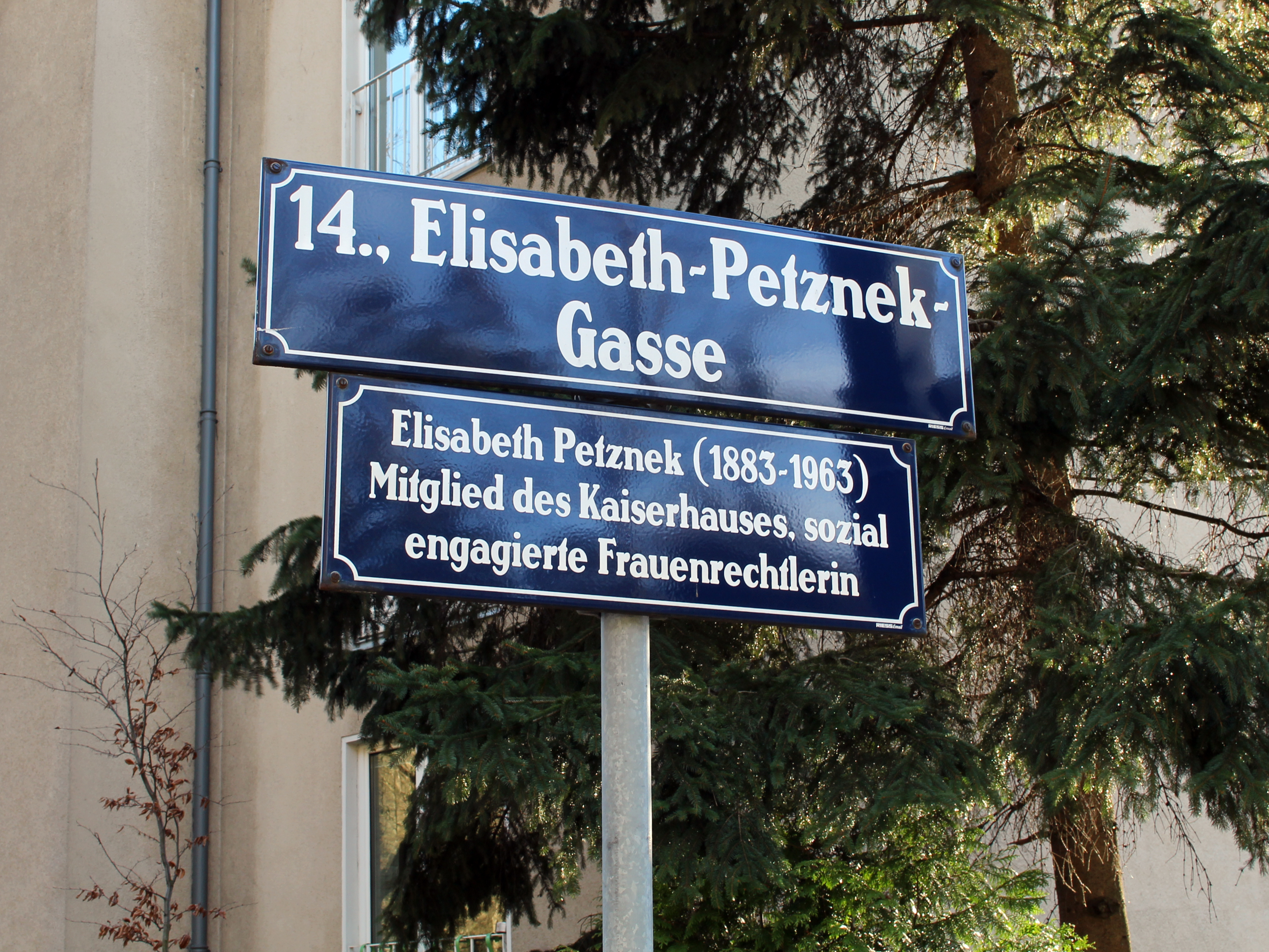
Az utolsó férjezett nevét viselő utca Bécsben

### Utolsó évei
Erzsébet Mária főhercegnő utolsó éveit a hütteldorfi Windisch-Graetz-villában élte le,  kutyái társaságában. 1963. március 16-án hunyt el Bécsben, 79 éves korában. Kívánságának megfelelően névtelen sírban temették el, a hütteldorfi temetőben, szeretett lakóhelyének közelében. A 22. csoport G29 sírhelyén, név nélküli fehér kereszt alatt nyugszik, korábban elhunyt két fia, Rudolf († 1939) és Ernst († 1952) Windisch-Graetz, valamint utolsó férje, Leopold Petznek († 1956) mellett.
A „vörös főhercegnő” nevét 1998 óta Bécs 14. kerületében egy utca viseli (Elisabeth-Petznek-Gasse), nem messze a Windisch-Graetz villától.

## Külső hivatkozások
- Arcképek a Pannonhalmi Bencés Főapátsági Képtárban 1
- A bécsi szociáldemokrácia web-lexikona
- A Nemzeti Múzeum Történeti Fényképtára, válogatás
- http://sissiludwig.forumfree.net/?t=19642950: Erzsi főhercegnő, fényképgaléria.